# Interlands Sloveens voetbalelftal 1991-1999
Deze pagina toont een chronologisch en gedetailleerd overzicht van de interlands die het Sloveens voetbalelftal speelde in de periode 1991 – 1999.

## Interlands

### 1991
|                                                             |          |                         |         |                                                                                       |
| 19 juni Vriendschappelijk Officieus duel «onderlinge duels» | Slovenië | 0 – 1                   | Kroatië | Fazanerijastadion, Murska Sobota Toeschouwers: 4.000 Scheidsrechter: Igor Bučar (SLO) |
| 19 juni Vriendschappelijk Officieus duel «onderlinge duels» |          | 65' Fabijan Komljenović |         | Fazanerijastadion, Murska Sobota Toeschouwers: 4.000 Scheidsrechter: Igor Bučar (SLO) |

### 1992
|                                                                   |                     |       |                     |                                                                             |
| 3 juni Vriendschappelijk № 1 «onderlinge duels» 19:00 uur (UTC+3) | Estland             | 1 – 1 | Slovenië            | Kadriorustadion, Tallinn Toeschouwers: 3.500 Scheidsrechter: Aho Eero (FIN) |
| 3 juni Vriendschappelijk № 1 «onderlinge duels» 19:00 uur (UTC+3) | Aleksandr Puštov 5' |       | 73' Igor Benedejčič | Kadriorustadion, Tallinn Toeschouwers: 3.500 Scheidsrechter: Aho Eero (FIN) |

|                                                                        |                      |       |                     |                                                                                            |
| 18 november Vriendschappelijk № 2 «onderlinge duels» 14:30 uur (UTC+2) | Cyprus               | 1 – 1 | Slovenië            | Antonis Papadopoulosstadion, Larnaca Toeschouwers: 500 Scheidsrechter: Loizos Loizou (CYP) |
| 18 november Vriendschappelijk № 2 «onderlinge duels» 14:30 uur (UTC+2) | Giorgos Savvidis 50' |       | 55' Vlado Miloševič | Antonis Papadopoulosstadion, Larnaca Toeschouwers: 500 Scheidsrechter: Loizos Loizou (CYP) |

### 1993
|                                                                    |                                 |       |         |                                                                                |
| 7 april Vriendschappelijk № 3 «onderlinge duels» 16:30 uur (UTC+2) | Slovenië                        | 2 – 0 | Estland | ŽŠD Stadion, Ljubljana Toeschouwers: 2.000 Scheidsrechter: Alfred Wieser (AUT) |
| 7 april Vriendschappelijk № 3 «onderlinge duels» 16:30 uur (UTC+2) | Samir Zulič 13' Sašo Udovič 14' |       |         | ŽŠD Stadion, Ljubljana Toeschouwers: 2.000 Scheidsrechter: Alfred Wieser (AUT) |

|                                                                       |                |       |                                                                                                 |                                                                                       |
| 13 oktober Vriendschappelijk № 4 «onderlinge duels» 15:00 uur (UTC+1) | Slovenië       | 1 – 4 | Macedonië                                                                                       | Stanko Mlakarstadion, Kranj Toeschouwers: 3.000 Scheidsrechter: Dragutin Poljak (CRO) |
| 13 oktober Vriendschappelijk № 4 «onderlinge duels» 15:00 uur (UTC+1) | Janez Pate 40' |       | 3' Zoran Boškovski 37' (pen.) Darko Pančev 48' (pen.) Čedomir Janevski 51' Dragan Kanatlarovski | Stanko Mlakarstadion, Kranj Toeschouwers: 3.000 Scheidsrechter: Dragutin Poljak (CRO) |

|                                                                 |                                       |       |          |                                                                                                |
| 16 november Vriendschappelijk Officieus duel «onderlinge duels» | Slowakije                             | 2 – 0 | Slovenië | Futbalový štadión Prievidza, Prievidza Toeschouwers: 2.500 Scheidsrechter: Václav Krondl (CZE) |
| 16 november Vriendschappelijk Officieus duel «onderlinge duels» | Ľubomír Faktor 36' Ľubomír Luhový 57' |       |          | Futbalový štadión Prievidza, Prievidza Toeschouwers: 2.500 Scheidsrechter: Václav Krondl (CZE) |

### 1994
|                                                                           |                  |       |         |                                                                                     |
| 8 februari Malta Voetbaltoernooi № 5 «onderlinge duels» 16:30 uur (UTC+1) | Slovenië         | 1 – 0 | Georgië | Ta' Qalistadion, Ta' Qali Toeschouwers: 1.000 Scheidsrechter: Lawrence Sammut (MLT) |
| 8 februari Malta Voetbaltoernooi № 5 «onderlinge duels» 16:30 uur (UTC+1) | Primož Gliha 78' |       |         | Ta' Qalistadion, Ta' Qali Toeschouwers: 1.000 Scheidsrechter: Lawrence Sammut (MLT) |

|                                                                            |                                         |       |                                             |                                                                                     |
| 10 februari Malta Voetbaltoernooi № 6 «onderlinge duels» 14:30 uur (UTC+1) | Slovenië                                | 2 – 2 | Tunesië                                     | Ta' Qalistadion, Ta' Qali Toeschouwers: 2.000 Scheidsrechter: Alfred Micaleff (MLT) |
| 10 februari Malta Voetbaltoernooi № 6 «onderlinge duels» 14:30 uur (UTC+1) | Alfred Jermaniš 35' Peter Binkovski 51' |       | 40' Ayedi Hamrouni 66' (pen.) Ahmed Souissi | Ta' Qalistadion, Ta' Qali Toeschouwers: 2.000 Scheidsrechter: Alfred Micaleff (MLT) |

|                                                          |       |                  |          |                                                                                      |
| 12 februari Malta Voetbaltoernooi № 7 «onderlinge duels» | Malta | 0 – 1            | Slovenië | Ta' Qalistadion, Ta' Qali Toeschouwers: 3.000 Scheidsrechter: Mohamed Bellagha (TUN) |
| 12 februari Malta Voetbaltoernooi № 7 «onderlinge duels» |       | 54' Primož Gliha |          | Ta' Qalistadion, Ta' Qali Toeschouwers: 3.000 Scheidsrechter: Mohamed Bellagha (TUN) |

|                                                                     |                                           |       |          |                                                                                       |
| 23 maart Vriendschappelijk № 8 «onderlinge duels» 17:00 uur (UTC+1) | Macedonië                                 | 2 – 0 | Slovenië | Gradski Stadion, Skopje Toeschouwers: 20.000 Scheidsrechter: Stefan Ormandzhiev (BUL) |
| 23 maart Vriendschappelijk № 8 «onderlinge duels» 17:00 uur (UTC+1) | Žarko Serafimovski 2' Zoran Boškovski 20' |       |          | Gradski Stadion, Skopje Toeschouwers: 20.000 Scheidsrechter: Stefan Ormandzhiev (BUL) |

|                                                                    |           |                    |          |                                                                                          |
| 7 april Vriendschappelijk № 9 «onderlinge duels» 19:00 uur (UTC+2) | Hongarije | 0 – 1              | Slovenië | Rohonci útstadion, Szombathely Toeschouwers: 4.000 Scheidsrechter: Robert Sedlacek (AUT) |
| 7 april Vriendschappelijk № 9 «onderlinge duels» 19:00 uur (UTC+2) |           | 27' Srečko Katanec |          | Rohonci útstadion, Szombathely Toeschouwers: 4.000 Scheidsrechter: Robert Sedlacek (AUT) |

|                                                                      |                                               |       |        |                                                                                      |
| 27 april Vriendschappelijk № 10 «onderlinge duels» 17:00 uur (UTC+2) | Slovenië                                      | 3 – 0 | Cyprus | Ljudski vrt-stadion, Maribor Toeschouwers: 3.000 Scheidsrechter: László Molnár (HUN) |
| 27 april Vriendschappelijk № 10 «onderlinge duels» 17:00 uur (UTC+2) | Janez Pate 44' Sašo Udovič 75' Janez Pate 82' |       |        | Ljudski vrt-stadion, Maribor Toeschouwers: 3.000 Scheidsrechter: László Molnár (HUN) |

|                                                                    |          |       |          |                                                                                     |
| 1 juni Vriendschappelijk № 11 «onderlinge duels» 19:00 uur (UTC+3) | Roemenië | 0 – 0 | Slovenië | Stadionul Steaua, Boekarest Toeschouwers: 12.000 Scheidsrechter: Piotr Werner (POL) |
| 1 juni Vriendschappelijk № 11 «onderlinge duels» 19:00 uur (UTC+3) |          |       |          | Stadionul Steaua, Boekarest Toeschouwers: 12.000 Scheidsrechter: Piotr Werner (POL) |

|                                                                            |                 |       |                           |                                                                                         |
| 7 september EK 1996 kwalificatie № 12 «onderlinge duels» 20:15 uur (UTC+2) | Slovenië        | 1 – 1 | Italië                    | Ljudski vrt-stadion, Maribor Toeschouwers: 12.000 Scheidsrechter: Bernd Heynemann (GER) |
| 7 september EK 1996 kwalificatie № 12 «onderlinge duels» 20:15 uur (UTC+2) | Sašo Udovič 13' |       | 16' Alessandro Costacurta | Ljudski vrt-stadion, Maribor Toeschouwers: 12.000 Scheidsrechter: Bernd Heynemann (GER) |

|                                                                           |          |       |          |                                                                               |
| 12 oktober EK 1996 kwalificatie № 13 «onderlinge duels» 19:00 uur (UTC+2) | Oekraïne | 0 – 0 | Slovenië | NSK Olimpiejsky, Kiev Toeschouwers: 8.500 Scheidsrechter: Atanas Uzunov (BUL) |
| 12 oktober EK 1996 kwalificatie № 13 «onderlinge duels» 19:00 uur (UTC+2) |          |       |          | NSK Olimpiejsky, Kiev Toeschouwers: 8.500 Scheidsrechter: Atanas Uzunov (BUL) |

|                                                                            |                    |       |                                           |                                                                                     |
| 16 november EK 1996 kwalificatie № 14 «onderlinge duels» 18:00 uur (UTC+1) | Slovenië           | 1 – 2 | Litouwen                                  | Ljudski vrt-stadion, Maribor Toeschouwers: 4.000 Scheidsrechter: Karol Ihring (SVK) |
| 16 november EK 1996 kwalificatie № 14 «onderlinge duels» 18:00 uur (UTC+1) | Zlatko Zahovič 55' |       | 65' Viacheslav Sukristov 87' Audrius Žuta | Ljudski vrt-stadion, Maribor Toeschouwers: 4.000 Scheidsrechter: Karol Ihring (SVK) |

### 1995
|                                                                         |                                                        |       |         |                                                                                         |
| 29 maart EK 1996 kwalificatie № 15 «onderlinge duels» 20:00 uur (UTC+2) | Slovenië                                               | 3 – 0 | Estland | Ljudski vrt-stadion, Maribor Toeschouwers: 1.850 Scheidsrechter: José João Mendes (POR) |
| 29 maart EK 1996 kwalificatie № 15 «onderlinge duels» 20:00 uur (UTC+2) | Zlatko Zahovič 40' Primož Gliha 52' Vladimir Kokol 90' |       |         | Ljudski vrt-stadion, Maribor Toeschouwers: 1.850 Scheidsrechter: José João Mendes (POR) |

|                                                                         |                                       |       |          |                                                                                |
| 26 april EK 1996 kwalificatie № 16 «onderlinge duels» 20:15 uur (UTC+2) | Kroatië                               | 2 – 0 | Slovenië | Maksimirstadion, Zagreb Toeschouwers: 14.059 Scheidsrechter: Oğuz Sarvan (TUR) |
| 26 april EK 1996 kwalificatie № 16 «onderlinge duels» 20:15 uur (UTC+2) | Robert Prosinečki 17' Davor Šuker 90' |       |          | Maksimirstadion, Zagreb Toeschouwers: 14.059 Scheidsrechter: Oğuz Sarvan (TUR) |

|                                                                       |                                      |       |                  |                                                                                  |
| 7 juni EK 1996 kwalificatie № 17 «onderlinge duels» 19:00 uur (UTC+3) | Litouwen                             | 2 – 1 | Slovenië         | Žalgirisstadion, Vilnius Toeschouwers: 2.600 Scheidsrechter: László Vágner (HUN) |
| 7 juni EK 1996 kwalificatie № 17 «onderlinge duels» 19:00 uur (UTC+3) | Ramūnas Stonkus 47' Arūnas Šuika 69' |       | 82' Primož Gliha | Žalgirisstadion, Vilnius Toeschouwers: 2.600 Scheidsrechter: László Vágner (HUN) |

|                                                                        |                 |       |                                                    |                                                                                |
| 11 juni EK 1996 kwalificatie № 18 «onderlinge duels» 18:00 uur (UTC+3) | Estland         | 1 – 3 | Slovenië                                           | Kadriorustadion, Tallinn Toeschouwers: 1.100 Scheidsrechter: Paul Durkin (ENG) |
| 11 juni EK 1996 kwalificatie № 18 «onderlinge duels» 18:00 uur (UTC+3) | Martin Reim 26' |       | 38' Džoni Novak 69' Džoni Novak 80' Zlatko Zahovič | Kadriorustadion, Tallinn Toeschouwers: 1.100 Scheidsrechter: Paul Durkin (ENG) |

|                                                                            |                        |       |          |                                                                                 |
| 6 september EK 1996 kwalificatie № 19 «onderlinge duels» 20:30 uur (UTC+2) | Italië                 | 1 – 0 | Slovenië | Stadio Friuli, Udine Toeschouwers: 18.532 Scheidsrechter: Ladislav Gádoši (SVK) |
| 6 september EK 1996 kwalificatie № 19 «onderlinge duels» 20:30 uur (UTC+2) | Fabrizio Ravanelli 13' |       |          | Stadio Friuli, Udine Toeschouwers: 18.532 Scheidsrechter: Ladislav Gádoši (SVK) |

|                                                                           |                                                    |       |                                           |                                                                                             |
| 11 oktober EK 1996 kwalificatie № 20 «onderlinge duels» 18:00 uur (UTC+1) | Slovenië                                           | 3 – 2 | Oekraïne                                  | Bežigradstadion, Ljubljana Toeschouwers: 2.750 Scheidsrechter: Juan Antonio Fernández (ESP) |
| 11 oktober EK 1996 kwalificatie № 20 «onderlinge duels» 18:00 uur (UTC+1) | Sašo Udovič 53' Zlatko Zahovič 73' Sašo Udovič 90' |       | 24' Viktor Skrypnyk 44' Tymerlan Huseynov | Bežigradstadion, Ljubljana Toeschouwers: 2.750 Scheidsrechter: Juan Antonio Fernández (ESP) |

|                                                                            |                  |       |                                            |                                                                                   |
| 15 november EK 1996 kwalificatie № 21 «onderlinge duels» 20:15 uur (UTC+1) | Slovenië         | 1 – 2 | Kroatië                                    | Bežigradstadion, Ljubljana Toeschouwers: 6.800 Scheidsrechter: Guy Goethals (BEL) |
| 15 november EK 1996 kwalificatie № 21 «onderlinge duels» 20:15 uur (UTC+1) | Primož Gliha 36' |       | 41' (pen.) Davor Šuker 55' Nikola Jurčević | Bežigradstadion, Ljubljana Toeschouwers: 6.800 Scheidsrechter: Guy Goethals (BEL) |

|                                                                        |                   |       |                              | |
| 6 december Vriendschappelijk № 22 «onderlinge duels» 20:15 uur (UTC−7) | Mexico            | 1 – 2 | Slovenië                     | Estadio Héroe de Nacozari, Hermosillo Toeschouwers: 20.000 Scheidsrechter: Miguel Angel Salas (MEX) |
| 6 december Vriendschappelijk № 22 «onderlinge duels» 20:15 uur (UTC−7) | Luis Hernández 4' |       | 8' Aleš Čeh 17' Ermin Šiljak | Estadio Héroe de Nacozari, Hermosillo Toeschouwers: 20.000 Scheidsrechter: Miguel Angel Salas (MEX) |

### 1996
|                                                                            |                      |       | |                                                                                   |
| 7 februari Malta Voetbaltoernooi № 23 «onderlinge duels» 16:30 uur (UTC+1) | IJsland              | 1 – 7 | Slovenië | Ta' Qalistadion, Ta' Qali Toeschouwers: 450 Scheidsrechter: Lawrence Sammut (MLT) |
| 7 februari Malta Voetbaltoernooi № 23 «onderlinge duels» 16:30 uur (UTC+1) | Ólafur Þórðarson 40' |       | 42' Sašo Udovič 48' Sašo Udovič 57' Sašo Udovič 69' Sašo Udovič 74' Sašo Udovič 79' Matjaž Florjančič 83' Ermin Šiljak | Ta' Qalistadion, Ta' Qali Toeschouwers: 450 Scheidsrechter: Lawrence Sammut (MLT) |

|                                                                            |       |       |          |                                                                                       |
| 9 februari Malta Voetbaltoernooi № 24 «onderlinge duels» 18:30 uur (UTC+1) | Malta | 0 – 0 | Slovenië | Ta' Qalistadion, Ta' Qali Toeschouwers: 500 Scheidsrechter: Guðmundur Maríasson (ISL) |
| 9 februari Malta Voetbaltoernooi № 24 «onderlinge duels» 18:30 uur (UTC+1) |       |       |          | Ta' Qalistadion, Ta' Qali Toeschouwers: 500 Scheidsrechter: Guðmundur Maríasson (ISL) |

|                                                                             |                                                                 |       |                         |                                                                                   |
| 11 februari Malta Voetbaltoernooi № 25 «onderlinge duels» 14:30 uur (UTC+1) | Rusland                                                         | 3 – 1 | Slovenië                | Ta' Qalistadion, Ta' Qali Toeschouwers: 4.000 Scheidsrechter: Charles Agius (MLT) |
| 11 februari Malta Voetbaltoernooi № 25 «onderlinge duels» 14:30 uur (UTC+1) | Igor Simoetenkov 13' Dmitri Alenitsjev 18' Igor Simoetenkov 73' |       | 80' (pen.) Primož Gliha | Ta' Qalistadion, Ta' Qali Toeschouwers: 4.000 Scheidsrechter: Charles Agius (MLT) |

|                                                                      |       |       |          |                                                                                 |
| 27 maart Vriendschappelijk № 26 «onderlinge duels» 20:15 uur (UTC+2) | Polen | 0 – 0 | Slovenië | Stadion Widzewa, Łódź Toeschouwers: 8.000 Scheidsrechter: Vladimír Hriňák (SVK) |
| 27 maart Vriendschappelijk № 26 «onderlinge duels» 20:15 uur (UTC+2) |       |       |          | Stadion Widzewa, Łódź Toeschouwers: 8.000 Scheidsrechter: Vladimír Hriňák (SVK) |

|                                                                         |                                              |       |          |                                                                                   |
| 24 april WK 1998 kwalificatie № 27 «onderlinge duels» 20:00 uur (UTC+3) | Griekenland                                  | 2 – 0 | Slovenië | Olympisch Stadion, Athene Toeschouwers: 5.053 Scheidsrechter: Rune Pedersen (NOR) |
| 24 april WK 1998 kwalificatie № 27 «onderlinge duels» 20:00 uur (UTC+3) | Daniel Batista Lima 56' Demis Nikolaidis 66' |       |          | Olympisch Stadion, Athene Toeschouwers: 5.053 Scheidsrechter: Rune Pedersen (NOR) |

|                                                                    |                                 |       |                                    |                                                                                   |
| 21 mei Vriendschappelijk № 28 «onderlinge duels» 20:00 uur (UTC+2) | Slovenië                        | 2 – 2 | V.A.E.                             | Bežigradstadion, Ljubljana Toeschouwers: 2.500 Scheidsrechter: Mateo Beusan (CRO) |
| 21 mei Vriendschappelijk № 28 «onderlinge duels» 20:00 uur (UTC+2) | Ermin Šiljak 57' Amir Karič 60' |       | 48' Bakhit Zouhir 50' Sa'ad Bakhit | Bežigradstadion, Ljubljana Toeschouwers: 2.500 Scheidsrechter: Mateo Beusan (CRO) |

|                                                                            |          |                                          |            |                                                                                |
| 1 september WK 1998 kwalificatie № 29 «onderlinge duels» 20:00 uur (UTC+2) | Slovenië | 0 – 2                                    | Denemarken | Bežigradstadion, Ljubljana Toeschouwers: 3.200 Scheidsrechter: Urs Meier (SUI) |
| 1 september WK 1998 kwalificatie № 29 «onderlinge duels» 20:00 uur (UTC+2) |          | 78' Allan Nielsen 89' Michael Schjønberg |            | Bežigradstadion, Ljubljana Toeschouwers: 3.200 Scheidsrechter: Urs Meier (SUI) |

|                                                                            |                           |       |                               |                                                                                    |
| 10 november WK 1998 kwalificatie № 30 «onderlinge duels» 15:00 uur (UTC+2) | Slovenië                  | 1 – 2 | Bosnië en Herzegovina         | Bežigradstadion, Ljubljana Toeschouwers: 3.200 Scheidsrechter: Charles Agius (MLT) |
| 10 november WK 1998 kwalificatie № 30 «onderlinge duels» 15:00 uur (UTC+2) | Zlatko Zahovič 41' (pen.) |       | 5' Elvir Bolić 33' Meho Kodro | Bežigradstadion, Ljubljana Toeschouwers: 3.200 Scheidsrechter: Charles Agius (MLT) |

### 1997
|                                                                      |            |                                   |          |                                                                                |
| 18 maart Vriendschappelijk № 31 «onderlinge duels» 20:00 uur (UTC+1) | Oostenrijk | 0 – 2                             | Slovenië | Linzerstadion, Linz Toeschouwers: 14.500 Scheidsrechter: Vladimír Hriňák (SVK) |
| 18 maart Vriendschappelijk № 31 «onderlinge duels» 20:00 uur (UTC+1) |            | 74' Primož Gliha 84' Ermin Šiljak |          | Linzerstadion, Linz Toeschouwers: 14.500 Scheidsrechter: Vladimír Hriňák (SVK) |

|                                                                        |                                                             |       |                                                    |                                                                                         |
| 2 april WK 1998 kwalificatie № 32 «onderlinge duels» 20:15 uur (UTC+2) | Kroatië                                                     | 3 – 3 | Slovenië                                           | Gradski stadion u Poljudu, Split Toeschouwers: 15.000 Scheidsrechter: Paul Durkin (ENG) |
| 2 april WK 1998 kwalificatie № 32 «onderlinge duels» 20:15 uur (UTC+2) | Robert Prosinečki 33' Zvonimir Boban 43' Zvonimir Boban 60' |       | 45' Primož Gliha 65' Primož Gliha 67' Primož Gliha | Gradski stadion u Poljudu, Split Toeschouwers: 15.000 Scheidsrechter: Paul Durkin (ENG) |

|                                                                         |                                                                              |       |          |                                                                            |
| 30 april WK 1998 kwalificatie № 33 «onderlinge duels» 19:15 uur (UTC+2) | Denemarken                                                                   | 4 – 0 | Slovenië | Parken, Kopenhagen Toeschouwers: 41.278 Scheidsrechter: Hellmut Krug (GER) |
| 30 april WK 1998 kwalificatie № 33 «onderlinge duels» 19:15 uur (UTC+2) | Allan Nielsen 4' Per Pedersen 28' Brian Laudrup 52' (pen.) Allan Nielsen 56' |       |          | Parken, Kopenhagen Toeschouwers: 41.278 Scheidsrechter: Hellmut Krug (GER) |

|                                                                            |          |                                                                   |             |                                                                                   |
| 6 september WK 1998 kwalificatie № 34 «onderlinge duels» 20:15 uur (UTC+2) | Slovenië | 0 – 3                                                             | Griekenland | Bežigradstadion, Ljubljana Toeschouwers: 4.689 Scheidsrechter: Karol Ihring (SVK) |
| 6 september WK 1998 kwalificatie № 34 «onderlinge duels» 20:15 uur (UTC+2) |          | 54' Alekos Alexandris 89' Kostas Konstantinidis 90' Nikos Machlas |             | Bežigradstadion, Ljubljana Toeschouwers: 4.689 Scheidsrechter: Karol Ihring (SVK) |

|                                                                             |                       |       |          |                                                                                    |
| 10 september WK 1998 kwalificatie № 35 «onderlinge duels» 20:15 uur (UTC+2) | Bosnië en Herzegovina | 1 – 0 | Slovenië | Koševostadion, Sarajevo Toeschouwers: 20.000 Scheidsrechter: Taraas Bezubiak (RUS) |
| 10 september WK 1998 kwalificatie № 35 «onderlinge duels» 20:15 uur (UTC+2) | Elvir Bolić 23'       |       |          | Koševostadion, Sarajevo Toeschouwers: 20.000 Scheidsrechter: Taraas Bezubiak (RUS) |

|                                                                           |                    |       |                                                    |                                                                                   |
| 11 oktober WK 1998 kwalificatie № 36 «onderlinge duels» 20:00 uur (UTC+2) | Slovenië           | 1 – 3 | Kroatië                                            | Bežigradstadion, Ljubljana Toeschouwers: 6.000 Scheidsrechter: Amand Ancion (BEL) |
| 11 oktober WK 1998 kwalificatie № 36 «onderlinge duels» 20:00 uur (UTC+2) | Zlatko Zahovič 72' |       | 11' Davor Šuker 40' Zvonimir Soldo 53' Alen Bokšić | Bežigradstadion, Ljubljana Toeschouwers: 6.000 Scheidsrechter: Amand Ancion (BEL) |

### 1998
|                                                                             |                                             |       |                                                                 |                                                                                  |
| 5 februari Cyprus Voetbaltoernooi № 37 «onderlinge duels» 15:00 uur (UTC+2) | IJsland                                     | 2 – 3 | Slovenië                                                        | Tsirionstadion, Limasol Toeschouwers: 200 Scheidsrechter: Kostas Kapitanis (CYP) |
| 5 februari Cyprus Voetbaltoernooi № 37 «onderlinge duels» 15:00 uur (UTC+2) | Ríkharður Daðason 39' Bjarni Guðjónsson 87' |       | 36' Zlatko Zahovič 65' (pen.) Zlatko Zahovič 67' Andrej Poljšak | Tsirionstadion, Limasol Toeschouwers: 200 Scheidsrechter: Kostas Kapitanis (CYP) |

|                                                                             |                      |       |                    |                                                                                       |
| 6 februari Cyprus Voetbaltoernooi № 38 «onderlinge duels» 15:00 uur (UTC+2) | Slowakije            | 1 – 1 | Slovenië           | Tsirionstadion, Limasol Toeschouwers: 300 Scheidsrechter: Giannakis Kiprianidis (CYP) |
| 6 februari Cyprus Voetbaltoernooi № 38 «onderlinge duels» 15:00 uur (UTC+2) | Ľubomír Moravčík 74' |       | 72' Zlatko Zahovič | Tsirionstadion, Limasol Toeschouwers: 300 Scheidsrechter: Giannakis Kiprianidis (CYP) |

|                                                                             |                   |       |          |                                                                                  |
| 9 februari Cyprus Voetbaltoernooi № 39 «onderlinge duels» 15:00 uur (UTC+2) | Cyprus            | 1 – 0 | Slovenië | Tsirionstadion, Limasol Toeschouwers: 400 Scheidsrechter: Andreas Georgiou (CYP) |
| 9 februari Cyprus Voetbaltoernooi № 39 «onderlinge duels» 15:00 uur (UTC+2) | Kostas Kaiafas 8' |       |          | Tsirionstadion, Limasol Toeschouwers: 400 Scheidsrechter: Andreas Georgiou (CYP) |

|                                                                      |                                        |       |          |                                                                                             |
| 25 maart Vriendschappelijk № 40 «onderlinge duels» 19:45 uur (UTC+1) | Polen                                  | 2 – 0 | Slovenië | Wojska Polskiegostadion, Warschau Toeschouwers: 6.000 Scheidsrechter: Vasyl Melnychuk (UKR) |
| 25 maart Vriendschappelijk № 40 «onderlinge duels» 19:45 uur (UTC+1) | Wojciech Kowalczyk 37' Tomasz Iwan 55' |       |          | Wojska Polskiegostadion, Warschau Toeschouwers: 6.000 Scheidsrechter: Vasyl Melnychuk (UKR) |

|                                                                      |                     |       |                                                       |                                                                                            |
| 22 april Vriendschappelijk № 41 «onderlinge duels» 16:30 uur (UTC+2) | Slovenië            | 1 – 3 | Tsjechië                                              | Fazanerijastadion, Murska Sobota Toeschouwers: 2.500 Scheidsrechter: Robert Sedlacek (AUT) |
| 22 april Vriendschappelijk № 41 «onderlinge duels» 16:30 uur (UTC+2) | Spasoje Bulajič 23' |       | 26' Vladimír Šmicer 58' Martin Lukeš 60' Martin Lukeš | Fazanerijastadion, Murska Sobota Toeschouwers: 2.500 Scheidsrechter: Robert Sedlacek (AUT) |

|                                                                         |                                         |       |                        |                                                                                           |
| 19 augustus Vriendschappelijk № 42 «onderlinge duels» 19:30 uur (UTC+2) | Hongarije                               | 2 – 1 | Slovenië               | ZTE Arena, Zalaegerszeg Toeschouwers: 12.000 Scheidsrechter: Manfred Schüttengruber (AUT) |
| 19 augustus Vriendschappelijk № 42 «onderlinge duels» 19:30 uur (UTC+2) | Tibor Dombi 69' Vilmos Sebők 85' (pen.) |       | 90+1' Milenko Ačimovič | ZTE Arena, Zalaegerszeg Toeschouwers: 12.000 Scheidsrechter: Manfred Schüttengruber (AUT) |

|                                                                                    |                                                |       |                                       |                                                                                          |
| 6 september EK 2000 kwalificatie groep 2 № 43 «onderlinge duels» 20:00 uur (UTC+3) | Griekenland                                    | 2 – 2 | Slovenië                              | Olympisch Stadion, Athene Toeschouwers: 40.000 Scheidsrechter: Alfredo Trentalange (ITA) |
| 6 september EK 2000 kwalificatie groep 2 № 43 «onderlinge duels» 20:00 uur (UTC+3) | Nikos Machlas 55' (pen.) Kostas Fratzeskos 58' |       | 18' Zlatko Zahovič 72' Zlatko Zahovič | Olympisch Stadion, Athene Toeschouwers: 40.000 Scheidsrechter: Alfredo Trentalange (ITA) |

|                                                                                   |                    |       |                                      |                                                                                         |
| 10 oktober EK 2000 kwalificatie groep 2 № 44 «onderlinge duels» 20:00 uur (UTC+2) | Slovenië           | 1 – 2 | Noorwegen                            | Bežigradstadion, Ljubljana Toeschouwers: 7.000 Scheidsrechter: Andreas Schluchter (SUI) |
| 10 oktober EK 2000 kwalificatie groep 2 № 44 «onderlinge duels» 20:00 uur (UTC+2) | Zlatko Zahovič 24' |       | 45' Tore André Flo 80' Kjetil Rekdal | Bežigradstadion, Ljubljana Toeschouwers: 7.000 Scheidsrechter: Andreas Schluchter (SUI) |

|                                                                                   |                 |       |         |                                                                                          |
| 14 oktober EK 2000 kwalificatie groep 2 № 45 «onderlinge duels» 20:00 uur (UTC+2) | Slovenië        | 1 – 0 | Letland | Ljudski vrt-stadion, Maribor Toeschouwers: 8.000 Scheidsrechter: Karen Nalbandiyan (ARM) |
| 14 oktober EK 2000 kwalificatie groep 2 № 45 «onderlinge duels» 20:00 uur (UTC+2) | Sašo Udovič 85' |       |         | Ljudski vrt-stadion, Maribor Toeschouwers: 8.000 Scheidsrechter: Karen Nalbandiyan (ARM) |

### 1999
|                                                                           |          |                                       |             |                                                                                            |
| 6 februari Oman Voetbaltoernooi № 46 «onderlinge duels» 18:30 uur (UTC+4) | Slovenië | 0 – 2                                 | Zwitserland | Sportcomplex Sultan Qaboos, Muscat Toeschouwers: 220 Scheidsrechter: Baboud Abdullah (OMA) |
| 6 februari Oman Voetbaltoernooi № 46 «onderlinge duels» 18:30 uur (UTC+4) |          | 8' Marc Hodel 17' Alexandre Comisetti |             | Sportcomplex Sultan Qaboos, Muscat Toeschouwers: 220 Scheidsrechter: Baboud Abdullah (OMA) |

|                                                         |      | |          |                                                                                               |
| 6 februari Oman Voetbaltoernooi № 47 «onderlinge duels» | Oman | 0 – 7 | Slovenië | Sportcomplex Sultan Qaboos, Muscat Toeschouwers: 3.000 Scheidsrechter: Abdul Abdul Aziz (BHR) |
| 6 februari Oman Voetbaltoernooi № 47 «onderlinge duels» |      | 8' Milan Osterc 26' Saša Gajser 72' Milan Osterc 82' Milan Osterc 87' Zlatko Zahovič 89' Milan Osterc 90' Sašo Udovič |          | Sportcomplex Sultan Qaboos, Muscat Toeschouwers: 3.000 Scheidsrechter: Abdul Abdul Aziz (BHR) |

|                                                                         |                     |       |                    |                                                                                         |
| 27 maart EK 2000 kwalificatie № 48 «onderlinge duels» 20:00 uur (UTC+4) | Georgië             | 1 – 1 | Slovenië           | Boris Paitsjadzestadion, Tbilisi Toeschouwers: 20.000 Scheidsrechter: Alain Hamer (LUX) |
| 27 maart EK 2000 kwalificatie № 48 «onderlinge duels» 20:00 uur (UTC+4) | Zaza Dzjanasjia 42' |       | 52' Zlatko Zahovič | Boris Paitsjadzestadion, Tbilisi Toeschouwers: 20.000 Scheidsrechter: Alain Hamer (LUX) |

|                                                                      |                           |       |                             |                                                                                             |
| 28 april Vriendschappelijk № 49 «onderlinge duels» 18:00 uur (UTC+2) | Slovenië                  | 1 – 1 | Finland                     | ŽŠD Ljubljana Stadion, Ljubljana Toeschouwers: 2.000 Scheidsrechter: Fiorenzo Treossi (ITA) |
| 28 april Vriendschappelijk № 49 «onderlinge duels» 18:00 uur (UTC+2) | Zlatko Zahovič 62' (pen.) |       | 22' (pen.) Mixu Paatelainen | ŽŠD Ljubljana Stadion, Ljubljana Toeschouwers: 2.000 Scheidsrechter: Fiorenzo Treossi (ITA) |

|                                                                       |                   |       |                                              |                                                                                 |
| 5 juni EK 2000 kwalificatie № 50 «onderlinge duels» 18:30 uur (UTC+3) | Letland           | 1 – 2 | Slovenië                                     | Skontostadion, Riga Toeschouwers: 2.500 Scheidsrechter: Juan Manuel Brito (ESP) |
| 5 juni EK 2000 kwalificatie № 50 «onderlinge duels» 18:30 uur (UTC+3) | Marian Pahars 18' |       | 25' Zlatko Zahovič 39' (pen.) Zlatko Zahovič | Skontostadion, Riga Toeschouwers: 2.500 Scheidsrechter: Juan Manuel Brito (ESP) |

|                                                                       |         |                           |          |                                                                                    |
| 9 juni EK 2000 kwalificatie № 51 «onderlinge duels» 20:00 uur (UTC+2) | Albanië | 0 – 1                     | Slovenië | Qemal Stafastadion, Tirana Toeschouwers: 8.000 Scheidsrechter: Adrian Stocia (ROU) |
| 9 juni EK 2000 kwalificatie № 51 «onderlinge duels» 20:00 uur (UTC+2) |         | 26' (pen.) Zlatko Zahovič |          | Qemal Stafastadion, Tirana Toeschouwers: 8.000 Scheidsrechter: Adrian Stocia (ROU) |

|                                                                            |                                     |       |         |                                                                                           |
| 18 augustus EK 2000 kwalificatie № 52 «onderlinge duels» 20:00 uur (UTC+2) | Slovenië                            | 2 – 0 | Albanië | Bežigradstadion, Ljubljana Toeschouwers: 6.900 Scheidsrechter: Joaquim Paulo Paraty (POR) |
| 18 augustus EK 2000 kwalificatie № 52 «onderlinge duels» 20:00 uur (UTC+2) | Zlatko Zahovič 49' Milan Osterc 80' |       |         | Bežigradstadion, Ljubljana Toeschouwers: 6.900 Scheidsrechter: Joaquim Paulo Paraty (POR) |

|                                                                            |                                         |       |                     |                                                                                   |
| 4 september EK 2000 kwalificatie № 53 «onderlinge duels» 20:00 uur (UTC+2) | Slovenië                                | 2 – 1 | Georgië             | Bežigradstadion, Ljubljana Toeschouwers: 8.500 Scheidsrechter: Jan Wegereef (NED) |
| 4 september EK 2000 kwalificatie № 53 «onderlinge duels» 20:00 uur (UTC+2) | Milenko Ačimovič 48' Zlatko Zahovič 80' |       | 55' Sjota Arveladze | Bežigradstadion, Ljubljana Toeschouwers: 8.500 Scheidsrechter: Jan Wegereef (NED) |

|                                                                            |                                                                                           |       |          |                                                                                   |
| 8 september EK 2000 kwalificatie № 54 «onderlinge duels» 19:15 uur (UTC+2) | Noorwegen                                                                                 | 4 – 0 | Slovenië | Ullevaalstadion, Oslo Toeschouwers: 24.288 Scheidsrechter: Gilles Veissière (FRA) |
| 8 september EK 2000 kwalificatie № 54 «onderlinge duels» 19:15 uur (UTC+2) | Rudi Istenič 15' (e.d.) Steffen Iversen 17' Ole Gunnar Solskjær 30' Øyvind Leonardsen 67' |       |          | Ullevaalstadion, Oslo Toeschouwers: 24.288 Scheidsrechter: Gilles Veissière (FRA) |

|                                                                          |          |                                                                  |             |                                                                                       |
| 9 oktober EK 2000 kwalificatie № 55 «onderlinge duels» 16:45 uur (UTC+2) | Slovenië | 0 – 3                                                            | Griekenland | Ljudski vrt-stadion, Maribor Toeschouwers: 2.500 Scheidsrechter: Gamal Ghandour (EGY) |
| 9 oktober EK 2000 kwalificatie № 55 «onderlinge duels» 16:45 uur (UTC+2) |          | 39' Vasilis Tsartas 43' Georgios Georgiadis 73' Demis Nikolaidis |             | Ljudski vrt-stadion, Maribor Toeschouwers: 2.500 Scheidsrechter: Gamal Ghandour (EGY) |

|                                                                                     |                                         |       |                        |                                                                                 |
| 13 november EK 2000 kwalificatie Play-off № 56 «onderlinge duels» 19:00 uur (UTC+1) | Slovenië                                | 2 – 1 | Oekraïne               | Bežigradstadion, Ljubljana Toeschouwers: 18.000 Scheidsrechter: Urs Meier (SUI) |
| 13 november EK 2000 kwalificatie Play-off № 56 «onderlinge duels» 19:00 uur (UTC+1) | Zlatko Zahovič 53' Milenko Ačimovič 83' |       | 33' Andrij Sjevtsjenko | Bežigradstadion, Ljubljana Toeschouwers: 18.000 Scheidsrechter: Urs Meier (SUI) |

|                                                                                     |                          |       |                  |                                                                                  |
| 17 november EK 2000 kwalificatie Play-off № 57 «onderlinge duels» 19:00 uur (UTC+2) | Oekraïne                 | 1 – 1 | Slovenië         | NSK Olimpiejsky, Kiev Toeschouwers: 45.000 Scheidsrechter: Bernd Heynemann (GER) |
| 17 november EK 2000 kwalificatie Play-off № 57 «onderlinge duels» 19:00 uur (UTC+2) | Serhij Rebrov 69' (pen.) |       | 74' Miran Pavlin | NSK Olimpiejsky, Kiev Toeschouwers: 45.000 Scheidsrechter: Bernd Heynemann (GER) |

NZS · A-internationals · Bondscoaches · Selecties · Statistieken · Sloveens vrouwenelftal · Olympisch elftal · Slovenië U21 · Slovenië U20 · Slovenië U19 · Slovenië U18 · Slovenië U17 · Slovenië U16
1991 – 1999 ·
2000 – 2009 ·
2010 – 2019 ·
2020 − 2029
EK's: 1996 · 
2000 · 
2004 · 
2008 · 
2012 · 
2016 · 
2020 · 
2024
WK's: 1998 · 
2002 · 
2006 · 
2010 · 
2014 · 
2018 ·
2022
1991 · 
1992 · 
1993 · 
1994 · 
1995 · 
1996 · 
1997 · 
1998 · 
1999 · 
2000 · 
2001 · 
2002 · 
2003 · 
2004 · 
2005 · 
2006 · 
2007 · 
2008 · 
2009 · 
2010 · 
2011 · 
2012 · 
2013 · 
2014 · 
2015 · 
2016 · 
2017 · 
2018 ·
2019 ·
2020 ·
2021 ·
2022 ·
2023 ·
2024
Albanië ·
Algerije ·
Argentinië ·
Armenië ·
Australië ·
Azerbeidzjan ·
België ·
Bosnië en Herzegovina ·
Bulgarije ·
Canada ·
China ·
Colombia ·
Cyprus ·
Denemarken ·
Duitsland ·
Engeland ·
Estland ·
Faeröer ·
 Finland ·
Frankrijk ·
Georgië ·
Ghana ·
Gibraltar ·
Griekenland ·
Honduras ·
Hongarije ·
IJsland ·
Israël ·
Italië ·
Ivoorkust ·
Joegoslavië ·
Kazachstan ·
Kosovo ·
Kroatië ·
Letland ·
Litouwen ·
Luxemburg ·
Malta ·
Mexico ·
Moldavië ·
Montenegro ·
Nederland ·
Nieuw-Zeeland ·
Noord-Ierland ·
Noord-Macedonië ·
Noorwegen ·
Oekraïne ·
Oman ·
Oostenrijk ·
Paraguay ·
Polen ·
Portugal ·
Qatar ·
Roemenië ·
Rusland ·
San Marino ·
Saoedi-Arabië ·
Schotland ·
Servië ·
Servië en Montenegro ·
Slowakije ·
Spanje ·
Trinidad en Tobago ·
Tsjechië ·
Tunesië ·
Turkije · 
Uruguay ·
Verenigde Arabische Emiraten ·
Verenigde Staten ·
Wales ·
Wit-Rusland ·
Zuid-Afrika ·
Zweden ·
Zwitserland
Algerije (2010) · 
Engeland (2010) · 
Paraguay (2002) · 
Spanje (2002) · 
Verenigde Staten (2010) · 
Zuid-Afrika (2002)
CONMEBOL: Bolivia · Chili  · Colombia · Ecuador · Uruguay · Venezuela

UEFA: Albanië · Andorra · Armenië · Azerbeidzjan · België · Bosnië en Herzegovina · Bulgarije · Cyprus · Denemarken · (West-)Duitsland · Duitse Democratische Republiek · Engeland · Estland · Faeröer · Finland · Frankrijk · Georgië · Griekenland · Hongarije · IJsland · Ierland · Israël · Italië · Joegoslavië · Kroatië · Letland · Liechtenstein · Litouwen · Luxemburg · Malta · Moldavië · Nederland · Noord-Ierland · Noord-Macedonië · Noorwegen · Oekraïne · Oostenrijk · Polen · Portugal · Roemenië · Rusland · San Marino · Schotland · Slovenië · Slowakije · Sovjet-Unie/GOS ·  Spanje · Tsjechië · Tsjecho-Slowakije · Turkije · Wales · Wit-Rusland · Zweden · Zwitserland

AFC: Kazachstan

CAF: Madagaskar

CONCACAF: Belize · Canada